# Monumento a Pelayo
Le Monumento a Pelayo est une sculpture de l'artiste espagnol José María López Rodríguez, inaugurée en 1891 à Gijón, dans les Asturies.

## Localisation
Elle est située sur la Plaza del Marqués, à proximité du palais de Revillagigedo,.

## Description
La sculpture représente Don Pelayo († 737), considéré comme l'initiateur de la Reconquista.
Elle mesure 2,80 m de haut et pèse quatre tonnes. Selon José Antonio Samaniego Burgos, la sculpture fut réalisée avec des canons en bronze pris aux Marocains lors de la guerre contre le Maroc (1859–1860). Pelayo brandit de la main droite la Croix de la Victoire, qui est l'emblème des Asturies.

## Inscriptions du piédestal

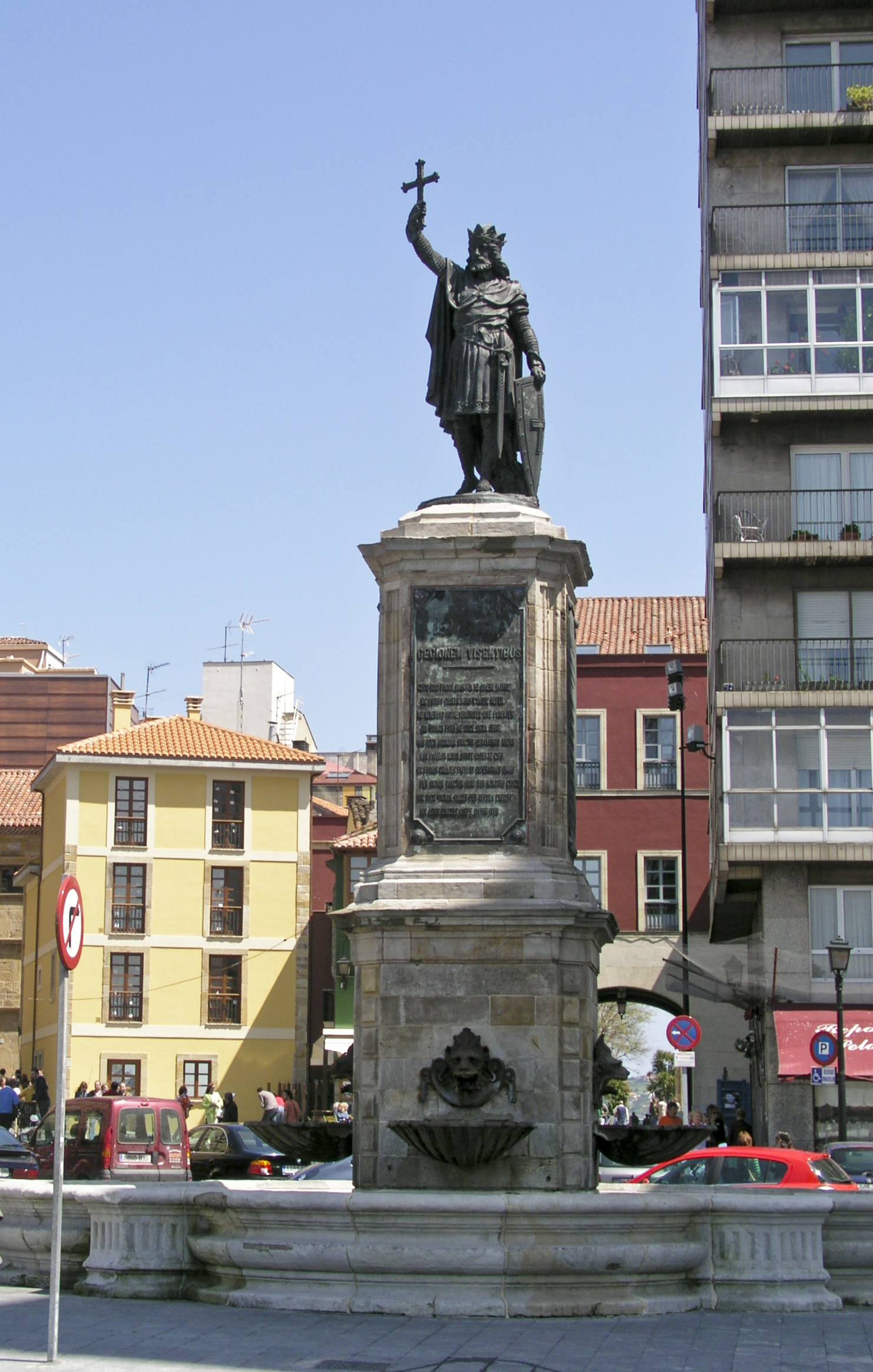
Vue de la sculpture et de la fontaine.

Le piédestal porte des inscriptions en espagnol gravées sur les quatre faces ;
La plaque frontale porte l'inscription suivante :

« EL REY PELAYO / A LOS VISITANTES DE GIJÓN / NO PREGUNTES, VIAJERO, QUÉ O CUÁNTO HACE GIJÓN; / DI MÁS BIEN QUE ES AGRADECIDA, CUENTA QUE ES GENEROSA. / AL HONRARME HOY HONRA COMO ES DEBIDO A LOS ANTEPASADOS / QUE, GUIADOS POR MÍ, DIERON SEÑALES DE FE A LOS PRIMEROS. / UNIDOS EN OTRO TIEMPO SALVAMOS EL ARCA PARA LOS SANTOS / Y LA PATRIA PARA NOSOTROS, CAYENDO PRONTO EL ENEMIGO. / ASÍ FUIMOS GRANDES, SUPERAMOS A TODOS LOS PUEBLOS / GRACIAS AL SANTO SIGNO DE LA CRUZ QUE TE MUESTRO. / ESTA ENSEÑA DE CRISTO VENCIÓ Y VENCERÁ POR LOS SIGLOS; / CEÑIDO CON ESTAS ARMAS EMPRENDE, VIAJERO, EL CAMINO. »

Sur la face latérale droite :

« EL INFANTE PELAYO / DE SANGRE DE REYES GODOS, / RESTAURADOR DE LA LIBERTAD / Y LA RELIGIÓN DE ESPAÑA. / EL CONSISTORIO Y EL PUEBLO DE GIJÓN / DEDICARON ESTE PRESENTE A SU REGIO COMPATRIOTA. / INSCRIPCIÓN DE GASPAR DE JOVELLANOS »

Sur la face latérale gauche :

« AL REY PELAYO / GIJÓN Y TODA LA PROVINCIA DE LOS ASTURES / CUMPLIENDO UN GRATO DEBER DE JUSTICIA / SALVE, PADRE DE LA PATRIA, PROCLAMA LA PROVINCIA ENTERA. / REY VENCEDOR DE LOS ÁRABES, CORRE DE BOCA EN BOCA. / QUISISTE UNIRTE A NOSOTROS PARA PODER ASÍ FUNDAR / UN PUEBLO DIFERENTE Y UNA ESTIRPE NUEVA. / GRACIAS A TI NOS SONRIÓ A TODOS LA FORTUNA FAVORABLE / QUE CULMINA CON LA PAZ DE LA OBRA EMPRENDIDA. / SIEMPRE PERMANECERÁN TU HONOR, TU NOMBRE Y TU GLORIA / SALVASTE A TU PATRIA SIN REY. / QUÉ HARÁN DIGNO DE TAN GRAN NOMBRE LOS CONTEMPORÁNEOS? / BAJO TU MANDO COMO SI AHORA DICTARAS LEYES. »

Sur la face postérieure :

« AL REY PELAYO / EL CONSISTORIO Y LA CIUDADANÍA DE GIJÓN/EN RECUERDO PERENNE DE SU MANDO / GLORIA DE ASTURIAS, PELAYO, ESTAMPA DEL VALOR, / GRANDE JUNTO AL AUSEVA, PERDURA VICTORIOSO EN EL BRONCE. / EL PUEBLO Y LOS REYES QUE TE SUCEDIERON TE RELEGARON AL SILENCIO HASTA AHORA / EN SUS FESTIVIDADES, PERO AQUÍ ESTÁN LOS ASTURIANOS QUE NO OLVIDAN, / Y A SUS EXPENSAS, PARA VEAS PASAR EL TIEMPO, FUNDEN / UNA ESTATUA EN LA QUE TÚ VIVAS Y QUE LA POSTERIDAD LEA. / GIJÓN TE HONRA, ANTES TE DIERON CULTO SUS ANTEPASADOS; / QUE LOS IBEROS QUE VENGAN TE HONREN MÁS CUMPLIDAMENTE. / GIJÓN, CINCO DE AGOSTO DEL AÑO DEL SEÑOR DE 1891 »